# 羅克沃爾 (德克薩斯州)
羅克沃爾（英語：Rockwall）是一個位於美國德克薩斯州羅克沃爾縣的城市。根據2010年美國人口普查，該地共人口1564人，而該地的面積約為58.70平方千米。同時該地也是羅克沃爾縣的縣治。

## 地理
羅克沃爾的座標為32°55′52″N 96°27′35″W / 32.93111°N 96.45972°W，而該地的平均海拔高度為180米（即591英尺）。